# Bas'kovo
Bas'kovo in russo Васьково? è una località situata in Russia, nell'Oblast' di Arcangelo, più precisamente nel Primorskij rajon.